# The Garden of God
The Garden of God är den andra boken i Den blå lagunen-trilogin av Henry De Vere Stacpoole. Efter dess publicering 1923, skrev Stacpoole den sista boken i serien, The Gates of Morning (1925). Boken blev även filmatiserad med titeln Tillbaka till den blå lagunen. 

## Handling
Berättelsen börjar där den första boken slutade. Arthur Lestrange hittade sin förlorade son och syskonbarn (Dick och Emmeline) i en roddbåt, döda, förutom deras lilla son. Han tar med pojken, och tillsammans med sjöfararen (vid namn Jim Kearney), seglar det till ön där Dick och Emmeline levde i många år för att uppfostra pojken. Barnet får namnet Dick M. (efter hans föräldrar), och kort därefter gick Arthur bort. Dick och Kearney får träffa en föräldralös flicka vid namn Katafa, som var uppfostrad av urbefolkningen från Karolinerna. Både Dick och flickan blir goda vänner, och Dick börjar märka av att han blir förälskad i henne. 